# Diagnóstico del cáncer de mama

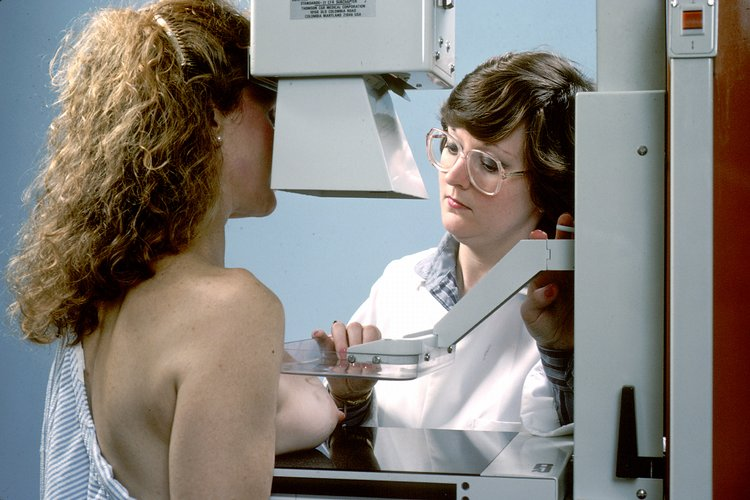
Realización de un mamograma.

El diagnóstico del cáncer de mama con certeza requiere el examen microscópico de una muestra del tejido mamario sospechoso (biopsia). La biopsia, sin embargo, es tan solo el último escalón en una cadena de procedimientos cuyo objetivo en separar los estudios mamarios en dos grupos principales: los que presentan algún grado de sospecha de cáncer y los que no.

## Interrogatorio
La anamnesis (interrogatorio) junto con una entrevista clínica y seguidas del examen físico o exploración física de la mama es el primer paso que se da para identificar si hay indicios de enfermedad.
Dentro del interrogatorio es de suma importancia investigar si la paciente tiene familiares directos que han tenido cáncer de mama (madre, hermana), si ha tenido tumores benignos en mama, si su menstruación fue de inicio temprano (12 años o menos) y su menopausia tardía (mayor de 50 años), si ha tomado anticonceptivos, si fuma; ya que todos estos elementos se han identificado como factores de riesgo del cáncer de mama. Después de eso, se debe averiguar si la paciente ha tenido dolor mamario (mastalgia) o ha presentado alguna tumoración.

## Examen de mama

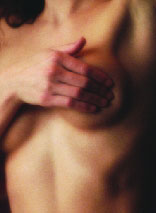
Autoexploración mamaria.

Posteriormente sigue el examen de mama que la paciente debe realizarse mensualmente. 
Un médico especialista también debe explorarla al menos cada 6 meses. Para ello examinará ambas mamas y los ganglios linfáticos de las axilas, buscando nódulos, anomalías, tumoraciones, deformidades en piel, en pezones o bien tumoraciones por arriba o abajo de la clavícula o en axila.

## Diagnóstico por imagen
A continuación, si ha sido posible obtener algún dato que lo justifique, debe recurrirse a algunas de las siguientes técnicas de diagnóstico por imagen:
- Mamografía de Rayos X
- Ecografía mamaria
- Electro Impedancia estudio mamográfico computarizado digital
- Resonancia magnética o Imagen de Resonancia Magnética (I.R.M.) o resonancia.
- Tomografía por emisión de positrones, (T.E.P. o P.E.T.)

La mamografía por rayos X, es un estudio que proporciona imágenes radiológicas en varias proyecciones, obtenidas en un aparato de rayos X que ha sido diseñado especialmente para estudiar las mamas. Otras técnicas, como la galactografía, la neumoquistografía y la neumooncografía, representan variantes de la mamografía en las que se asocian técnicas invasivas para precisar el estudio de determinadas alteraciones.
La ecografía mamaria es una técnica de diagnóstico por imagen que complementa a otras, su principal utilidad consiste en la distinción de la naturaleza sólida o quística de lesiones nodulares identificadas en la mamografía. También es de utilidad en el estudio de mama con un componente glandular importante que condiciona una elevada densidad de la imagen mamográfica, dificultando la discriminación de posibles lesiones. Permite una medición muy precisa del tamaño de los nódulos mamarios y es de gran utilidad para guiar punciones para obtener material celular o tisular para examen citológico o biópsico que permitan el estudio y diagnóstico histopatológico.  
El mamógrafo de impedancia eléctrica a través del cálculo de la conductividad eléctrica de los tejidos, proporciona información importante sobre procesos fisiológicos y patológicos en la glándula mamaria, que permite diagnosticar el riesgo de cáncer, FCD [Fibro Cystic Disease, según sus siglas en inglés] (enfermedad fibroquística), mastitis, involución fisiológica, evaluación de la lactancia, etc.
La mamografía de impedancia eléctrica permite ver la distribución de la conductividad del tejido biológico en varias secciones transversales de la glándula y detectar tumores visualizándolos como área con valores anormales de conductividad eléctrica. El principio es sustentado por una suposición de que los tumores malignos de la glándula mamaria muestran una conductividad eléctrica mucho mayor (habilidad del paso de la corriente eléctrica) que aquella de los tejidos sanos circulantes.
Este tipo de tecnología es sin dolor, sin radiación y se puede utilizar en pacientes de cualquier edad entre otros beneficios, su diagnóstico es de alta eficacia ya que da un resultado tanto cualitativo como cuantitativo.
Es ideal para la detección oportuna del cáncer de mama, ya que aparte de ser rápido en su aplicación es la mejor herramienta en su tipo, para realizar Cribado o Tamizaje de una marea rápida y segura.
La resonancia magnética y la T.E.P. (o P.E.T.) tienen importancia en casos concretos y su empleo, en la actualidad, no es rutinario. Sin embargo, las indicaciones de su empleo van ampliándose cada vez más. Las principales indicaciones de la resonancia son el seguimiento de cambios cicatrizales mamarios intensos post quirúrgicos, el estudio de multicentricidad del cáncer mamario, la valoración de la extensión local para apoyar o contraindicar el tratamiento conservador y el estudio de complicaciones de prótesis mamarias.   

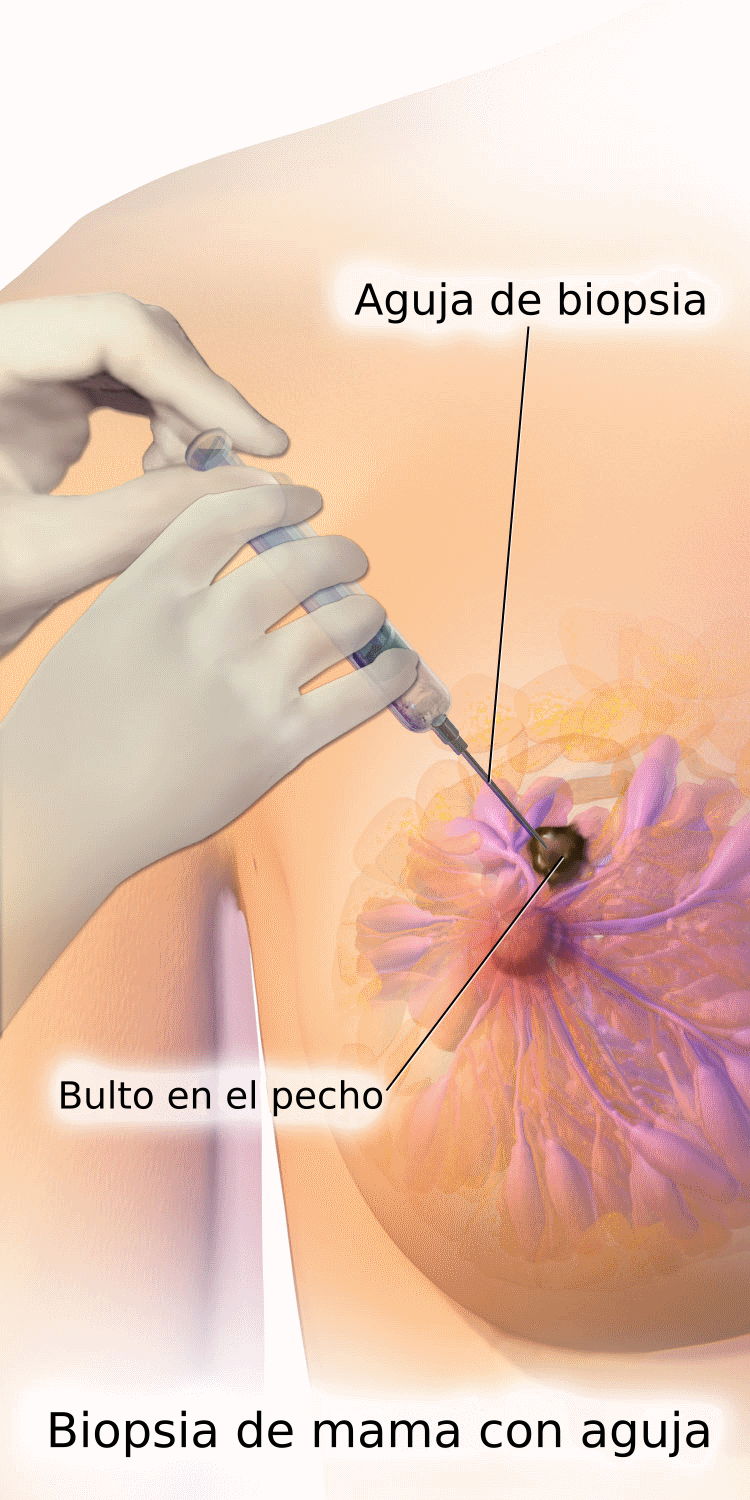
Biopsia de mama con aguja

Cuando se obtiene una mamografía, el radiólogo examina cuidadosamente las imágenes obtenidas buscando ciertos signos radiológicos que son conocidos como indicadores probables de patología. Las imágenes pueden visualizarse de manera analógica, utilizando como soporte una película radiográfica especial para mamografía; o bien de manera digital, utilizando sistemas informáticos.

## Biopsia
La biopsia permite realizar un diagnóstico definitivo de cáncer de mama. Para realizar la biopsia, se utiliza una aguja especial guiada por radiografía u otra técnica de diagnóstico por imágenes para extraer una porción muy pequeña de tejido de la zona sospechosa. A menudo el especialista coloca un pequeño marcador metálico dentro de la mama para poder identificar la zona más fácilmente en futuras pruebas de diagnóstico por imágenes.
Las muestras de tejido extraídas en la biopsia son analizadas en un laboratorio para determinar si las células son cancerosas. El análisis de la muestra de biopsia determina el tipo de células presentes en el cáncer de mama, el grado del cáncer, y la existencia de receptores hormonales en las células cancerosas que deban ser tenidos en cuenta a la hora de analizar los posibles tratamientos.